# Gemeinderatswahl in St. Pölten 1972
Die Gemeinderatswahl 1972 fand am 19. März 1972 statt und war die sechste Gemeinderatswahl in St. Pölten nach Kriegsende. Trotz Verlusten konnte die Sozialistische Partei Österreichs erneut die meisten Stimmen auf sich vereinen und die absolute Mehrheit verteidigen.

## Ausgangslage
Bei der Wahl vom 5. April 1970 konnte die SPÖ die meisten Stimmen auf sich vereinen und mit starken Gewinnen die absolute Mehrheit verteidigen. Während die ÖVP leicht und die KPÖ stark Stimmen verlor, konnte die FPÖ leichte Gewinne verzeichnen, trotzdem schafften sie keinen Einzug in den Gemeinderat.
Mit 1. Jänner 1972 wurden zahlreiche Ortschaften in St. Pölten eingemeindet, unter anderem die heutigen Stadtteile Pottenbrunn, Ratzersdorf an der Traisen und St. Georgen am Steinfelde. Da dabei die Bevölkerung um fast 7.000 Einwohner stieg, wurde weniger als zwei Jahren nach der letzten Wahl ein neuer Gemeinderat gewählt.

### Wahlwerbende Parteien und Wahlverlauf
Bei den Wahlen traten die vier im Gemeinderat vertretenen Parteien an. Die Sozialistische Partei Österreichs trat mit Hans Schickelgruber als Spitzenkandidat an, die Österreichische Volkspartei (ÖVP) unter Anton Korner.

## Wahlergebnis
Bei der Wahl vom 19. März 1972 konnte die SPÖ erneut die meisten Stimmen auf sich vereinen und mit Verlusten die absolute Mehrheit verteidigen. ÖVP, KPÖ und FPÖ konnten leichte Gewinne verzeichnen, die FPÖ schaffte einen Wiedereinzug in den Gemeinderat.
|                    | Ergebnisse 1972 | Ergebnisse 1972 | Ergebnisse 1972 | Ergebnisse 1970 | Ergebnisse 1970 | Ergebnisse 1970 | Differenzen | Differenzen | Differenzen |
| ------------------ | --------------- | --------------- | --------------- | --------------- | --------------- | --------------- | ----------- | ----------- | ----------- |
| Stimmen            | %               | Mand.           | Stimmen         | %               | Mand.           | Stimmen         | %           | Mand.       |             |
| Wahlberechtigte    | 35.486          |                 |                 | 31.028          |                 |                 | + 4.458     |             |             |
| Abgegebene Stimmen | 30.763          | 86,7 %          |                 | 27.353          | 88,2 %          |                 | + 3.410     | - 1,5 %     |             |
| ungültige Stimmen  | 869             | 2,8 %           |                 | 565             | 2,0 %           |                 | + 304       | + 0,8 %     |             |
| gültige Stimmen    | 29.894          | 97,2 %          |                 | 26.788          | 97,9 %          |                 | + 3.106     | - 0,7 %     |             |
| Partei             |                 |                 |                 |                 |                 |                 |             |             |             |
| SPÖ                | 16.462          | 55,1 %          | 24              | 15.269          | 57,0 %          | 25              | + 1.193     | - 1,9 %     | - 1         |
| ÖVP                | 10.687          | 35,7 %          | 15              | 9.326           | 34,8 %          | 15              | + 1.361     | + 0,9 %     | ± 0         |
| KPÖ                | 1.938           | 6,5 %           | 2               | 1.664           | 6,2 %           | 2               | + 774       | + 0,3 %     | ± 0         |
| FPÖ                | 807             | 2,7 %           | 1               | 529             | 2,0 %           | 0               | + 278       | + 0,7 %     | + 1         |
| Gesamt             | 29.894          | 100,0 %         | 42              | 26.788          | 100,0 %         | 42              | + 3.106     | ± 0         | ± 0         |

## Auswirkungen
Bei der konstituierenden Gemeinderatssitzung am 12. April 1972 wurde Schickelgruber zum Bürgermeister gewählt, Vizebürgermeister wurden erneut Oswald Hameder (SPÖ) und Anton Korner (ÖVP).